# آرژانتینی‌های استونیایی‌تبار
آرژانتینی‌های استونیایی‌تبار (استونیایی: Argentina eestlased) مردمی هستند که در کشور آرژانتین زندگی می‌کنند و دارای‌تبار استونیایی هستند یا در استونی زاده شده‌اند.. آرژانتین چهارمین چهارمین جامعه بزرگ استونیایی‌ها در قاره آمریکا، پس از ایالات متحده آمریکا، کانادا و برزیل در حدود ۱٬۵۰۰ نفر جمعیت است.